# Sigmund Hemmel
Sigmund Hemmel (* um 1520; † 1565) war ein württembergischer Komponist und Hofkapellmeister in Stuttgart.

## Leben
1544 ist Hemmel erstmals in der Stuttgarter Hofkapelle unter Herzog Ulrich von Württemberg als Tenorist mit 30 Gulden Gehalt nachweisbar. Beginnend mit dem Neujahrstag 1552 übernahm Hemmel den Kapellmeisterposten mit einem Gehalt von 50 Gulden.
1554/55 wurde der Bassist Philip Weber der Nachfolger Hemmels als Kapellmeister. Im selben Jahr war Hemmel auf Sängersuche gewesen, auch übergab er der „Sängerei vier Gesangsstücke“. Am 8. Mai 1561 wurde Hemmel Vater einer Tochter namens Anna, Taufpatin war die Frau des Kapellmeisters Weber, Agnes Weber. Diese wurde auch die Patin der Tochter Agnes, die am 27. August 1562 im Taufbuch von Stuttgart als Tochter von Sigmund und Barbara Hemmel eingetragen ist.
1563/64 lieh sich Hemmel 50 Gulden. Von den jährlich vereinbarten Rückzahlungen von 10 Gulden konnte er nur noch 15 Gulden zurückzahlen. Aus dem Jahrgang 1565/66 ist zu erfahren, dass „Sigmund Hemmel, Tenorist und Altist, […] nur [noch] da ein halbes Jahr gelebt hat. […] auf beiliegendem Erlass im Inneren angeheftet. Seiner Hausfrau [Ehefrau] wurde [trotzdem] laut Quittung die ganze Besoldung von 50 Gulden ausgehändigt“. Gleichzeitig wurde seiner Witwe Barbara die Restschuld von 35 Gulden erlassen, weil Hemmel „den ganzen deutschen Psalter in vier Stimmen komponiert [und] unserem gnädigen Fürsten und Herrn übergeben hat“.
Ende August 1565 muss Hemmel gestorben sein. Am 7. Januar 1568 erhielt Barbara einen Gulden und 30 Kreuzer aus dem Kirchenkasten für einen polierten Schieferstein, mit dem ihr Mann komponiert hatte. Zur Drucklegung, für Korrektur und sonstige Fertigstellung der deutschen Psalmen bekamen etliche Kapellmitglieder Anfang Januar 1570 zehn Gulden: „Am 24. Januar etlichen Kantoren, die Sigmund Hemmels selige Psalmen korrigiert und in Druck [d. h. druckfertig] geschrieben [haben], zur Verehrung und Ergötzung für ihre aufgewendete Mühe und Arbeit laut Erlass und Quit[tung] 10 Gulden [ausgezahlt].“

## Werke

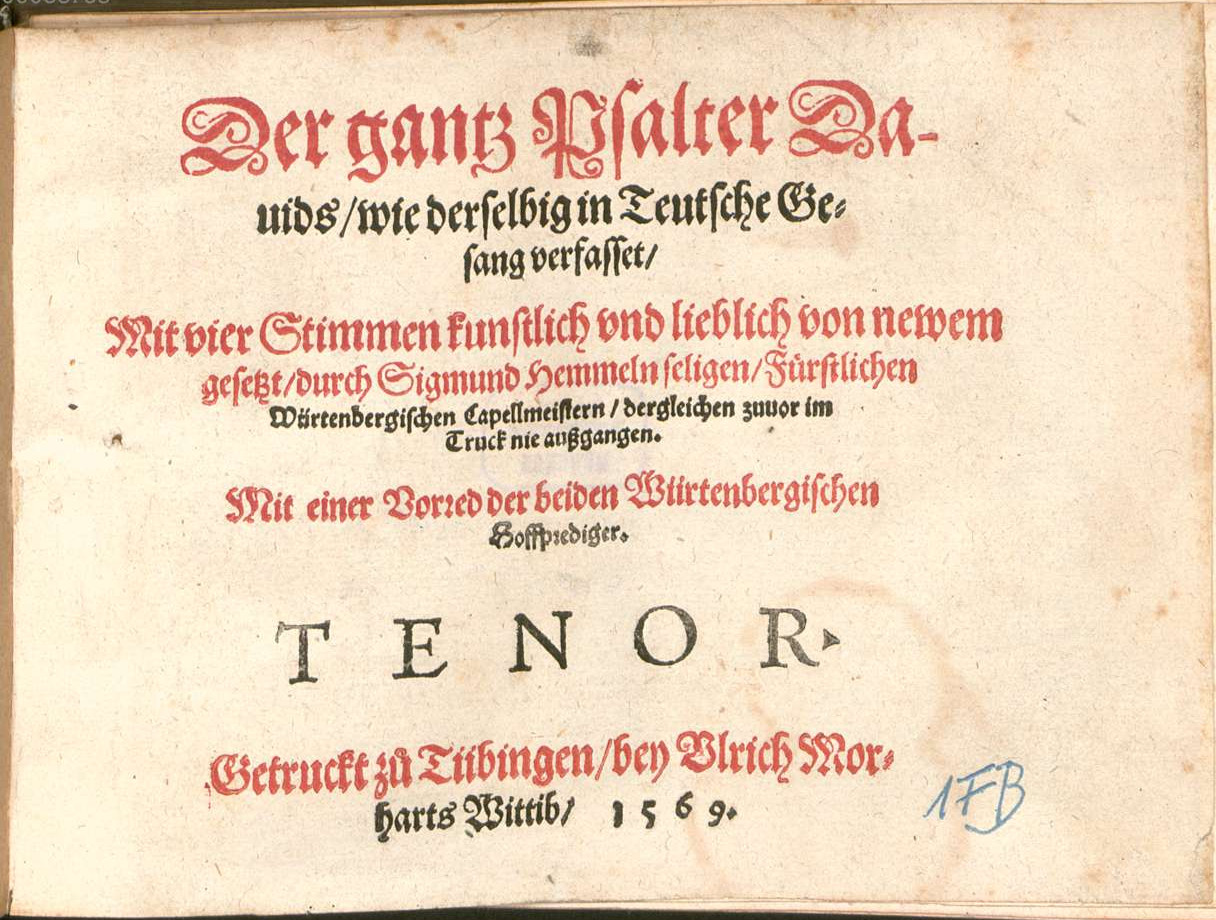
Der Gantz Psalter von Sigmund Hemmel (Titelblatt)

Das bedeutendste Werk Hemmels stellt sicherlich Der gantz Psalter Davids dar, eine vollständige vierstimmige Vertonung des Psalters in deutschsprachigen Bereimungen von Ludwig Öler, Leo Jud, Hans Sachs, Martin Luther, Matthias Greitter, Wolfgang Dachstein, Jakob Dachser, Andreas Knöpken, Joachim Aberlin, Thomas Blaurer, Sigmund Salminger, Adam Reusner, Ludwig Hätzer, Johann Schweinitzer, Burkard Waldis, Heinrich Vogtherr, Veit Dietrich, Wolfgang Musculus, Johannes Gramann, Johannes Agricola, Justus Jonas der Ältere und Johannes Kolrose, die 1569 posthum im Druck erschien. Außerdem sind einzelne weitere Kompositionen handschriftlich überliefert, so die Motette Da pacem Domine (Gib Frieden, Herr) sowie die Messkomposition Missa super Ker wider Glück mit Freuden (Messe zu „Kehr wieder, Glück mit Freuden“).

## Ausgaben
- Der gantz Psalter Davids. Tübingen 1569 (Faksimile des Erstdrucks), Neuausgabe Verlag C. Hofius, Ammerbuch 2013–2015[6]
  - Bd. 1: Psalm 1-30, ISMN 979-0-50248-065-3 (Suche im DNB-Portal)
  - Bd. 2: Psalm 31-60, ISMN 979-0-50248-108-7 (Suche im DNB-Portal)
  - Bd. 3: Psalm 61-90, ISMN 979-0-50248-116-2 (Suche im DNB-Portal)
  - Bd. 4: Psalm 91-120, ISMN 979-0-50248-118-6 (Suche im DNB-Portal)
  - Bd. 5: Psalm 121-150, ISMN 979-0-50248-120-9 (Suche im DNB-Portal)